# Klub Malog Fudbala Ekonomac
Il Klub Malog Fudbala Ekonomac, meglio conosciuto come Ekonomac Kragujevac è una squadra di calcio a 5 serba con sede a Kragujevac.

## Storia
Fondata nel 2000 a Kragujevac da un gruppo di studenti della facoltà di economia guidati dal prof. Veroljub Dugalić, al termine della stagione 2007-08 ha vinto il suo primo titolo di Serbia, nell'anno successivo è giunta anche al turno élite della Coppa UEFA. Il titolo di campione di Serbia è stato bissato al termine della stagione 2009-10 davanti a Kopernikus Vidre Niš, ai campioni uscenti del Kolubara e al Marbo Intermezzo Beograd.

## Palmarès

### Competizioni nazionali
- Campionato serbo: 11

2007-2008, 2009-2010, 2010-2011, 2011-2012, 2012-2013, 2013-2014, 2014-2015, 2015-2016, 2016-2017, 2017-2018, 2018-2019
- Coppa della Serbia: 5

2012-2013, 2013-2014, 2016-2017, 2017-2018, 2018-2019